# Pan-óptico

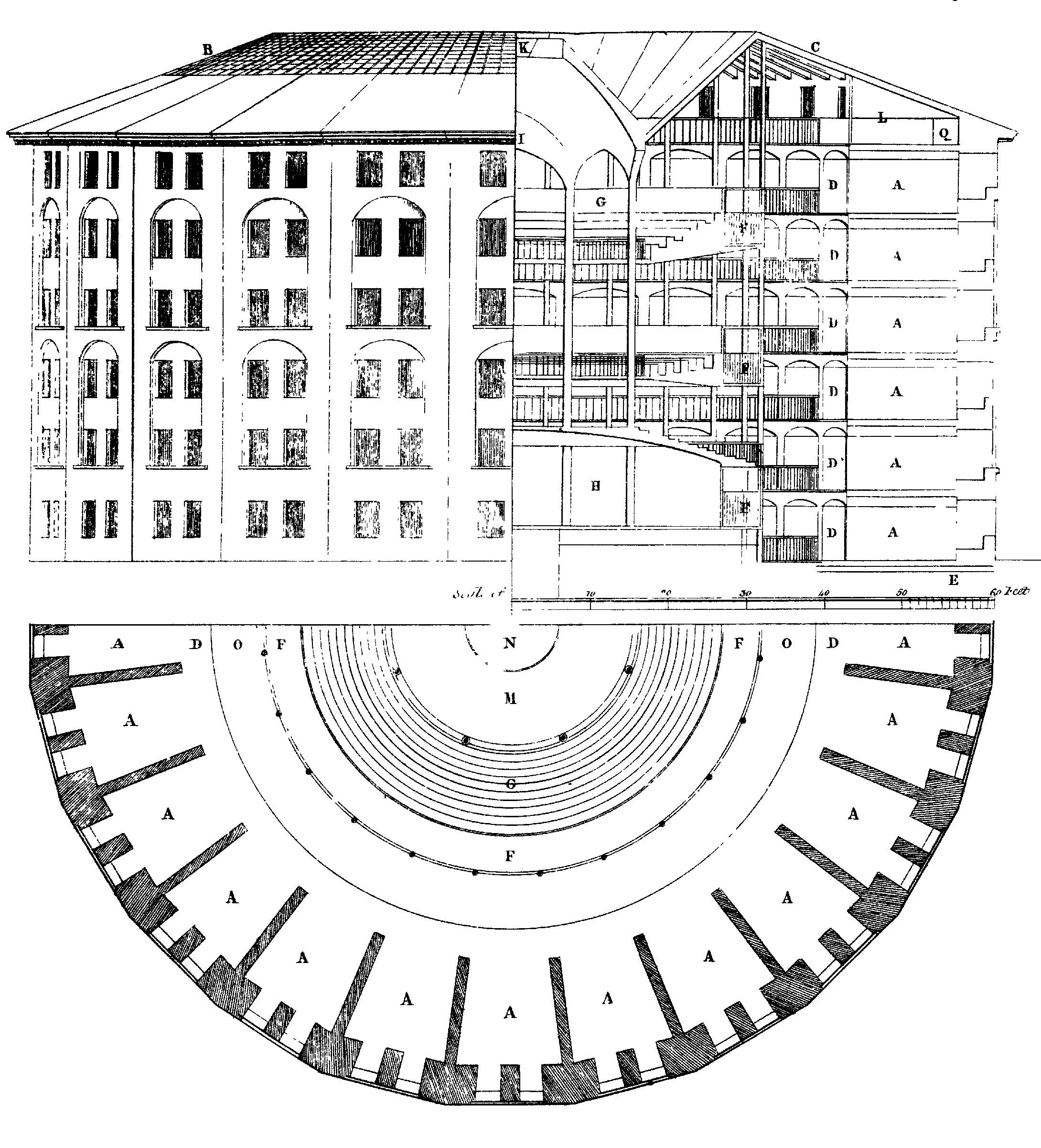
Planta da estrutura do Panóptico idealizado por Bentham (desenho do arquiteto inglês Willey Reveley, 1791)

Pan-óptico é um termo utilizado para designar uma penitenciária ideal, concebida pelo filósofo e jurista inglês Jeremy Bentham em 1785, que permite a um único vigilante observar todos os prisioneiros, sem que estes possam saber se estão ou não sendo observados. O medo e o receio de não saberem se estão a ser observados leva-os a adotar o comportamento desejado pelo vigilante.
Por requerer menor número de vigilantes,  o sistema pan-óptico teria, segundo Bentham, a vantagem de ser mais barato do que o adotado nas prisões de sua época, sendo  aplicável não só às  prisões mas a qualquer outro tipo de estabelecimento baseado na disciplina e no controle.

## História
Bentham estudou "racionalmente", em suas próprias palavras, o sistema penitenciário. Criou então um projeto de prisão circular, onde um observador central poderia ver todos os locais onde houvesse presos. Era o sistema pan-óptico. O sistema seria aplicável, segundo o autor,  a prisões, escolas, hospitais ou fábricas, para tornar mais eficiente o controle daqueles estabelecimentos.  Assim, aquele que estivesse sobre uma torre ou estrutura circular central poderia observar todos os presos (ou os funcionários, pacientes, estudantes, etc.), tendo-os sob seu controle.
O desenho original de Bentham incorpora uma galeria ou estrutura circular no centro de um edifício, também circular, dividido em celas - tendo cada uma delas uma janela para o exterior, para permitir a entrada de luz, e uma porta  gradeada voltada para o vasto pátio  interior e voltada para a torre de vigilância. Os ocupantes das celas se encontrariam isolados uns de outros por paredes e sujeitos ao escrutínio coletivo e individual de um vigilante, postado na torre e que permaneceria oculto. Para isso, Bentham não só imaginou persianas ou venezianas nas janelas da torre de observação, mas também conexões labirínticas entre as salas da torre, a fim de evitar sombras ou ruídos que pudessem delatar a posição e o olhar do observador.
Mas o sistema inventado por  Bentham era na realidade complexo e exigia edifícios dispendiosos e com vasta área de construção, de modo que, até hoje, nenhum edifício pan-óptico seguiu exatamente o sistema desenhado por ele. Em todo o mundo existe um número muito reduzido  de edifícios que se podem considerar pan-ópticos, isto é, de implantação circular e com uma simplificada torre de vigilância situada no centro de um  espaço aberto, coberto ou não.
O sistema pan-óptico não deve ser confundido com o sistema radial, em que vários pavilhões com celas irradiam a partir de uma zona central, onde, por vezes, existe uma torre, mas onde o vigilante só pode visualizar os corredores dos vários  pavilhões, e não o interior das celas. O sistema radial, aplicado em penitenciárias, expandiu-se especialmente na Europa e na América Latina, correspondendo ao regime de clausura solitária, em que cada prisioneiro só podia sair da cela durante meia ou uma hora por dia, e encapuçado, de modo que os prisioneiros não se conhecessem mutuamente. Um exemplo de prisão radial é o da monumental Penitenciária de Lisboa (1874-1885), com 565 celas distribuídas por seis edificações unidas em estrela, - um  projeto do engenheiro Ricardo Júlio Ferraz.

## Dispositivos disciplinares e sociedade de controle
Segundo o filósofo Michel Foucault, é no século XVIII que se inicia um processo de disseminação sistemática de dispositivos disciplinares, que, a exemplo do pan-óptico, permitiam vigilância e controle social cada vez mais eficientes, embora não necessariamente com os mesmos objetivos "racionais" de Bentham e seus contemporâneos.
Foucault utilizaria o termo "pan-óptico" em sua obra Vigiar e Punir (1975), para tratar da sociedade disciplinar. Desde então e até o início do século XXI, novas tecnologias de comunicação e informação permitiriam novas formas de vigilância, por vezes  dissimuladas, a ponto de não serem facilmente percebidas pelos indivíduos, ou naturalizadas. Teóricos das novas tecnologias, como Pierre Lévy e Howard Rheingold, também  utilizam o termo "pan-óptico" para designar o  controle exercido pelos controladores dos novos meios de informação sobre os utilizadores. Para Foucault, o pan-óptico pode ser entendido como um modelo do funcionamento das relações de poder quando presentes em uma estratégia disciplinar.
O sistema pan-óptico está na base do que Gilles Deleuze chama sociedade de controle.
Em seus últimos textos,  Deleuze evoca a "instalação progressiva e dispersa de um sistema de dominação" de indivíduos e populações, dando origem à "sociedade de controle". O filósofo toma emprestado o termo "controle" o escritor William Burroughs, mas, para formular sua ideia, apoia-se nos trabalhos de Foucault sobre as "sociedades disciplinares". Nessas sociedades, que Foucault situa nos séculos XVIII e XIX, e cujo apogeu ele situa no início do século XX, o indivíduo continua a mover-se de um "meio de confinamento" para outro: a família, a escola, o exército, a fábrica, o hospital, a prisão ... Todas essas instituições, das quais a prisão e a fábrica seriam  modelos privilegiados, são igualmente dispositivos propícios à vigilância, ao esquadrinhamento, ao controle dos indivíduos constituídos como corpos dóceis, inseridos em "moldes".

## Em Portugal
Em Portugal existe um dos raríssimos edifícios pan-ópticos existentes no mundo (e o único com pátio a descoberto), o Pavilhão de Segurança do Hospital Miguel Bombarda, (projetado em 1892-1894 e inaugurado em 1896), dado a conhecer pela aprofundada investigação de Vítor Albuquerque Freire publicada em 2009, revelando finalidades, plantas, peças e justificação do projeto original, o autor arquitecto José Maria Nepomuceno, fotografia da torre panóptica, etc., além de demonstrar o vanguardismo funcional e formal dos sistemáticos e amplos arredondamentos de arestas, notável linguagem arquitectónica precursora do modernismo dos anos 1920 e 1930 a nível internacional.
Além do Pavilhão de Segurança, de Lisboa, conhecem-se os seguinte outros edifícios panópticos circulares: a penitenciária de Autun (1856), em França, de André Berthier; as penitenciárias de Breda e Arnhem (ambas de 1884), na Holanda, do arquitecto Johan Frederik Metzelaar; a penitenciária de Haarlem (1901), Holanda; a penitenciária de Statesville (1919), Illinois, EUA, da autoria de C. Harrick Hammond; e a penitenciária da Ilha da Juventude (1932), em Cuba.